# Championnat de France d'échecs des clubs 2011
 (août 2022).
Si vous disposez d'ouvrages ou d'articles de référence ou si vous connaissez des sites web de qualité traitant du thème abordé ici, merci de compléter l'article en donnant les références utiles à sa vérifiabilité et en les liant à la section « Notes et références ».
Navigation
Top 16 2009-2010 Top 12 2011-2012
Le Championnat de France d'échecs des clubs 2010-2011 est sous la dénomination de Top 12 le plus haut niveau du championnat de France de ce sport.
Douze clubs participent à cette édition de la compétition. Le Top 12 2010-2011 était le 31e championnat de France d'échecs par équipes et aussi le premier à se dérouler sous forme de tournoi avec 12 équipes.
Le champion était Marseille Échecs, tandis que le champions en titre, l’Échiquier Chalonnais devait se contenter de la sixième place. Lutèce Échecs et le CE de Rueil-Malmaison étaient issus de la Nationale 1. D'un point de vue purement sportif, Lutèce a pu se maintenir, tandis que Rueil-Malmaison, avec le Cercle d’Échecs de Strasbourg et l’Échiquier Guingampais, occupait la zone de relégation, mais Lutèce, tout comme AJE Noyon ont supprimé leurs équipes. Guingamp a atteint le championnat en tant que meilleur relégué, alors que la douzième place de titulaire n'était pas occupée lors de la saison 2011/12.

## Déroulement de la compétition
Les compétitions se sont jouées du 26 mai au 5 juin 2011 à Mulhouse. 
Dans les six premiers tours, Marseille, Clichy, Évry et Mulhouse ont remporté toutes les rondes, de sorte que la décision dans la lutte pour le titre devait tomber entre elles. Dans les trois tours suivants, Évry (perdant contre Clichy et nul contre Marseille) et Mulhouse (perdant contre Marseille et Clichy) ont pris du retard. La différence entre Marseille et Clichy n'a été prise qu'au dernier tour, dans lequel Marseille a dépassé Clichy en remportant une confrontation directe. Dans la bataille pour la relégation, en revanche, tout s'est joué avant le dernier tour.
Clichy remporte toutes ses rencontres sauf à la dernière ronde face à Marseille et c'est ce dernier club qui remporte le championnat.
L'équipe victorieuse était composée de : Étienne Bacrot, Arkadij Naiditsch, Kamil Mitoń, Andrei Istrățescu, Yannick Gozzoli, Didier Collas, Laurie Delorme, Aleksander Delchev, Vincent Chauvet, Romain Lambert.

## Contexte
Sébastien Feller, Arnaud Hauchard et Cyril Marzolo ne peuvent pas jouer le Top 12.

## Généralités
Le nombre de joueurs inscrits n'était pas limité. Alors que Marseille, Clichy, Vandœuvre, Lutèce et Strasbourg s'en sortent avec 10 joueurs chacun, Noyon alignait 14 joueurs. Au total, 137 joueurs ont été utilisés, dont 39 ont joué les 11 tours. Le meilleur joueur avec 10 points en 11 matchs était Almira Skripchenko (Clichy), 9 points en 11 matchs atteint Kamil Mitoń (Marseille), 8,5 points en 11 matchs Vladislav Tkachiev (Évry). Pauline Guichard a remporté son unique partie devenant la seule joueuse à atteindre 100 %.

## Classement final
Classement à l'issue du championnat interclubs 2011 :
1. Marseille Échecs
2. Clichy échecs 92
3. Évry Grand Roque
4. Mulhouse Philidor
5. Metz Fischer
6. L'échiquier chalonais
7. AJE Noyon
8. Vandœuvre-échecs
9. Lutèce échecs
10. Échiquier guingampais
11. CE Strasbourg
12. CE Rueil-Malmaison

Les clubs de Strasbourg, de Rueil-Malmaison et de Guingamp sont rétrogradés en Nationale 1. Puisque le club de Noyon a supprimé son équipe, le club de Guingamp a été repêché. Grasse échecs, L'échiquier deauvillais et Bischwiller sont promus de Nationale 1.
| \| Noyon Mulhouse Philidor Metz Strasbourg Chalon-sur-Saône Marseille Guingamp Vandœuvre Échecs \| Localisation des clubs engagés dans le championnat. |
| Noyon Mulhouse Philidor Metz Strasbourg Chalon-sur-Saône Marseille Guingamp Vandœuvre Échecs                                                           |

| \| Clichy Évry Rueil-Malmaison Lutèce-Echecs \| Localisation des clubs franciliens engagés dans le championnat. |
| Clichy Évry Rueil-Malmaison Lutèce-Echecs                                                                       |

## Clubs participants
- Châlons-en-Champagne
- Clichy
- Évry
- Guingamp
- Marseille
- Metz
- Mulhouse
- Noyon
- Lutèce Echecs
- Rueil-Malmaison
- Strasbourg
- Vandœuvre

## Effectifs
Les tableaux ci-dessous contiennent les informations suivantes :
- N° : numéro de classement
- Titre : titre FIDE en début de saison (rating list mars 2010) ; GM = Grandmaster , IM = Master International , FM = FIDE Master , WGM = Women's Grandmaster , WIM = Women's International Master , WFM = Women's FIDE Master , CM = Candidate Master , WCM = Women's Candidate Master
- Elo : Classement Elo en début de saison (Rating list de mars 2010) ; pour les joueurs sans classement Elo, le classement national est indiqué entre parenthèses
- Nation : nationalité selon la liste de notation de mars 2010
- G : Nombre de parties gagnantes
- R : Nombre de matchs nuls
- V : Nombre de parties perdantes
- Points : nombre de points obtenus
- Jeux : Nombre de jeux joués

### Marseille Échecs
| Nr. | Titre | Nom                | Elo  | Nation | G | R | V | Points | Parties |
| --- | ----- | ------------------ | ---- | ------ | - | - | - | ------ | ------- |
| 1   | GM    | Étienne Bacrot     | 2705 |        | 4 | 7 | 0 | 7,5    | 11      |
| 2   | GM    | Arkadij Naiditsch  | 2716 |        | 4 | 5 | 2 | 6,5    | 11      |
| 3   | GM    | Kamil Mitoń        | 2619 |        | 7 | 4 | 0 | 9      | 11      |
| 4   | GM    | Andrei Istrățescu  | 2623 |        | 4 | 7 | 0 | 7,5    | 11      |
| 5   | IM    | Yannick Gozzoli    | 2530 |        | 3 | 5 | 1 | 5,5    | 9       |
| 6   | IM    | Didier Collas      | 2381 |        | 5 | 3 | 1 | 6,5    | 9       |
| 7   | WIM   | Laurie Delorme     | 2204 |        | 5 | 3 | 3 | 6,5    | 11      |
| 8   | GM    | Aleksander Delchev | 2619 |        | 3 | 6 | 1 | 6      | 10      |
| 9   |       | Vincent Chauvet    | 2068 |        | 1 | 0 | 1 | 1      | 2       |
| 10  |       | Romain Lambert     | 2016 |        | 0 | 1 | 1 | 0,5    | 2       |

### Clichy-Echecs-92
| Nr. | Titre | Nom                    | Elo  | Nation | G | R | V | Points | Parties |
| --- | ----- | ---------------------- | ---- | ------ | - | - | - | ------ | ------- |
| 1   | GM    | Hicham Hamdouchi       | 2593 |        | 6 | 3 | 1 | 7,5    | 10      |
| 2   | GM    | Liviu-Dieter Nisipeanu | 2659 |        | 1 | 8 | 2 | 5      | 11      |
| 3   | GM    | Pavel Tregoubov        | 2607 |        | 3 | 6 | 1 | 6      | 10      |
| 4   | GM    | Laurent Fressinet      | 2677 |        | 6 | 4 | 0 | 8      | 10      |
| 5   | GM    | Sébastien Mazé         | 2571 |        | 6 | 3 | 1 | 7,5    | 10      |
| 6   | IM    | Axel Delorme           | 2456 |        | 1 | 4 | 1 | 3      | 6       |
| 7   | FM    | Maxime Lagarde         | 2430 |        | 2 | 2 | 0 | 3      | 4       |
| 8   | IM    | Almira Skripchenko     | 2462 |        | 9 | 2 | 0 | 10     | 11      |
| 9   | GM    | Yannick Pelletier      | 2587 |        | 4 | 5 | 1 | 6,5    | 10      |
| 10  | GM    | Dmitri Iakovenko       | 2732 |        | 2 | 4 | 0 | 4      | 6       |

### Évry Grand Roque
| Nr. | Titre | Nom                    | Elo  | Nation | G | R | V | Points | Parties |
| --- | ----- | ---------------------- | ---- | ------ | - | - | - | ------ | ------- |
| 1   | GM    | Pavel Eljanov          | 2712 |        | 1 | 6 | 2 | 4      | 9       |
| 2   | GM    | Maxime Vachier-Lagrave | 2731 |        | 4 | 6 | 1 | 7      | 11      |
| 3   | GM    | Sergueï Fedortchouk    | 2654 |        | 2 | 2 | 2 | 3      | 6       |
| 4   | GM    | Vladislav Tkachiev     | 2626 |        | 6 | 5 | 0 | 8,5    | 11      |
| 5   | GM    | Lê Quang Liêm          | 2687 |        | 5 | 4 | 0 | 7      | 9       |
| 6   | IM    | Jules Moussard         | 2422 |        | 4 | 1 | 0 | 4,5    | 5       |
| 7   | GM    | Éloi Relange           | 2466 |        | 5 | 4 | 0 | 7      | 9       |
| 8   | IM    | Sophie Milliet         | 2388 |        | 6 | 3 | 2 | 7,5    | 11      |
| 9   | GM    | Michael Adams          | 2726 |        | 1 | 4 | 0 | 3      | 5       |
| 10  | WGM   | Pauline Guichard       | 2303 |        | 1 | 0 | 0 | 1      | 1       |
| 11  | GM    | Fabiano Caruana        | 2714 |        | 0 | 3 | 0 | 1,5    | 3       |
| 12  | GM    | Igor-Alexandre Nataf   | 2541 |        | 1 | 3 | 0 | 2,5    | 4       |
| 13  | GM    | Josif Dorfman          | 2585 |        | 0 | 3 | 1 | 1,5    | 4       |

### Mulhouse Philidor
| Nr. | Titre | Nom                | Elo  | Nation | G | R | V | Points | Parties |
| --- | ----- | ------------------ | ---- | ------ | - | - | - | ------ | ------- |
| 1   | GM    | Radosław Wojtaszek | 2721 |        | 1 | 3 | 2 | 2,5    | 6       |
| 2   | GM    | David Navara       | 2702 |        | 5 | 6 | 0 | 8      | 11      |
| 3   | GM    | Alekseï Dreïev     | 2703 |        | 4 | 7 | 0 | 7,5    | 11      |
| 4   | GM    | Andreï Sokolov     | 2573 |        | 5 | 5 | 1 | 7,5    | 11      |
| 5   | IM    | Anthony Wirig      | 2514 |        | 4 | 6 | 1 | 7      | 11      |
| 6   | GM    | Emmanuel Bricard   | 2492 |        | 7 | 2 | 1 | 8      | 10      |
| 7   | IM    | Jean-Noël Riff     | 2502 |        | 4 | 3 | 3 | 5,5    | 10      |
| 8   |       | Emma Richard       | 2073 |        | 0 | 1 | 4 | 0,5    | 5       |
| 9   | WFM   | Mathilde Choisy    | 2207 |        | 1 | 3 | 2 | 2,5    | 6       |
| 10  | GM    | Sebastian Bogner   | 2526 |        | 0 | 3 | 0 | 1,5    | 3       |
| 11  | IM    | Gildas Goldsztejn  | 2422 |        | 0 | 1 | 3 | 0,5    | 4       |

### Metz Fischer
| Nr. | Titre | Nom                  | Elo  | Nation | G | R | V | Points | Parties |
| --- | ----- | -------------------- | ---- | ------ | - | - | - | ------ | ------- |
| 1   | GM    | Aleksandr Riazantsev | 2679 |        | 4 | 7 | 0 | 7,5    | 11      |
| 2   | GM    | Viorel Iordăchescu   | 2640 |        | 3 | 6 | 1 | 6      | 10      |
| 3   | GM    | Dmitry Svetushkin    | 2561 |        | 3 | 5 | 1 | 5,5    | 9       |
| 4   | GM    | Vladimir Lazarev     | 2443 |        | 2 | 3 | 2 | 3,5    | 7       |
| 5   | IM    | Jean-René Koch       | 2476 |        | 4 | 3 | 2 | 5,5    | 9       |
| 6   | FM    | Jacques Elbilia      | 2390 |        | 1 | 4 | 2 | 3      | 7       |
| 7   | FM    | Emmanuel Neiman      | 2345 |        | 0 | 5 | 2 | 2,5    | 7       |
| 8   | IM    | Silvia Collas        | 2315 |        | 6 | 3 | 2 | 7,5    | 11      |
| 9   | GM    | Evgeny Postny        | 2612 |        | 1 | 2 | 0 | 2      | 3       |
| 10  |       | Thomas Hisler        | 2262 |        | 1 | 3 | 0 | 2,5    | 4       |
| 11  | FM    | Benoît Taddei        | 2300 |        | 1 | 0 | 5 | 1      | 6       |
| 12  |       | Sébastien Pucher     | 2227 |        | 1 | 0 | 3 | 1      | 4       |

### Échiquier Chalonnais
| Nr. | Titre | Nom                  | Elo  | Nation | G | R | V | Points | Parties |
| --- | ----- | -------------------- | ---- | ------ | - | - | - | ------ | ------- |
| 1   | GM    | Anish Giri           | 2687 |        | 5 | 1 | 0 | 5,5    | 6       |
| 2   | GM    | Michał Krasenkow     | 2619 |        | 2 | 8 | 1 | 6      | 11      |
| 3   | GM    | Loek van Wely        | 2675 |        | 3 | 3 | 0 | 4,5    | 6       |
| 4   | GM    | Romain Édouard       | 2602 |        | 1 | 8 | 2 | 5      | 11      |
| 5   | IM    | Clovis Vernay        | 2462 |        | 3 | 3 | 5 | 4,5    | 11      |
| 6   | IM    | Jonathan Dourerassou | 2397 |        | 4 | 2 | 1 | 5      | 7       |
| 7   | IM    | Adrien Demuth        | 2414 |        | 4 | 5 | 1 | 6,5    | 10      |
| 8   | WIM   | Anne Muller          | 2152 |        | 1 | 6 | 4 | 4      | 11      |
| 9   | FM    | Fabien Guilleux      | 2382 |        | 2 | 1 | 1 | 2,5    | 4       |
| 10  | GM    | Fernando Peralta     | 2608 |        | 0 | 2 | 3 | 1      | 5       |
| 11  | GM    | Alexei Barsov        | 2521 |        | 0 | 5 | 0 | 2,5    | 5       |
| 12  |       | Tangi Migot          | 2272 |        | 0 | 0 | 1 | 0      | 1       |

### A.J.E. Noyon
| Nr. | Titre | Nom                  | Elo  | Nation | G | R | V | Points | Parties |
| --- | ----- | -------------------- | ---- | ------ | - | - | - | ------ | ------- |
| 1   | IM    | David Housieaux      | 2436 |        | 3 | 3 | 4 | 4,5    | 10      |
| 2   | IM    | Diego Adla           | 2507 |        | 1 | 2 | 3 | 2      | 6       |
| 3   | IM    | Nicolas Cléry        | 2396 |        | 2 | 3 | 5 | 3,5    | 10      |
| 4   | IM    | Chi-Minh Nguyen      | 2381 |        | 3 | 4 | 3 | 5      | 10      |
| 5   | IM    | Maxime Aguettaz      | 2417 |        | 1 | 5 | 3 | 3,5    | 9       |
| 6   |       | Arnaud Gosset        | 2199 |        | 1 | 2 | 0 | 2      | 3       |
| 7   |       | Daniel van Heirzeele | 2143 |        | 2 | 1 | 3 | 2,5    | 6       |
| 8   | IM    | Jelmer Jens          | 2376 |        | 2 | 0 | 2 | 2      | 4       |
| 9   |       | Alice Tissot         | 1948 |        | 1 | 1 | 1 | 1,5    | 3       |
| 10  | WFM   | Karine Assad         | 2022 |        | 0 | 3 | 4 | 1,5    | 7       |
| 11  | GM    | Ivan Sokolov         | 2645 |        | 4 | 1 | 0 | 4,5    | 5       |
| 12  | GM    | Jordi Magem Badals   | 2569 |        | 1 | 1 | 3 | 1,5    | 5       |
| 13  | GM    | Cyril Marcelin       | 2482 |        | 0 | 2 | 1 | 1      | 3       |
| 14  | GM    | Aleksandr Kovtchan   | 2558 |        | 1 | 4 | 0 | 3      | 5       |

### Vandœuvre-Échecs
| Nr. | Titre | Nom                 | Elo  | Nation | G | R | V | Points | Parties |
| --- | ----- | ------------------- | ---- | ------ | - | - | - | ------ | ------- |
| 1   | GM    | Konstantin Landa    | 2613 |        | 3 | 7 | 1 | 6,5    | 11      |
| 2   | GM    | Christian Bauer     | 2638 |        | 2 | 7 | 2 | 5,5    | 11      |
| 3   | GM    | Georg Meier         | 2650 |        | 4 | 6 | 1 | 7      | 11      |
| 4   | FM    | Alain Genzling      | 2395 |        | 3 | 2 | 3 | 4      | 8       |
| 5   | IM    | Christophe Philippe | 2422 |        | 1 | 2 | 5 | 2      | 8       |
| 6   | IM    | Mustapha Nezar      | 2405 |        | 1 | 6 | 3 | 4      | 10      |
| 7   | FM    | Cédric Paci         | 2389 |        | 1 | 5 | 3 | 3,5    | 9       |
| 8   | WIM   | Mathilde Congiu     | 2237 |        | 0 | 2 | 4 | 1      | 6       |
| 9   | WIM   | Fiona Steil-Antoni  | 2093 |        | 1 | 1 | 3 | 1,5    | 5       |
| 10  | IM    | Nicolas Brunner     | 2450 |        | 3 | 4 | 2 | 5      | 9       |

### Lutèce Échecs
| Nr. | Titre | Nom                          | Elo  | Nation | G | R | V | Points | Parties |
| --- | ----- | ---------------------------- | ---- | ------ | - | - | - | ------ | ------- |
| 1   | GM    | Alberto David                | 2593 |        | 2 | 5 | 4 | 4,5    | 11      |
| 2   | GM    | Aleksandr Moiseenko          | 2679 |        | 5 | 2 | 1 | 6      | 8       |
| 3   | GM    | Marie Sebag                  | 2504 |        | 2 | 7 | 2 | 5,5    | 11      |
| 4   | GM    | Youri Solodovnitchenko       | 2574 |        | 4 | 1 | 0 | 4,5    | 5       |
| 5   | FM    | José L. San Emeterio Cabanes | 2398 |        | 1 | 7 | 3 | 4,5    | 11      |
| 6   | IM    | Samy Shoker                  | 2466 |        | 3 | 4 | 4 | 5      | 11      |
| 7   | IM    | Davoud Pira                  | 2403 |        | 1 | 3 | 6 | 2,5    | 10      |
| 8   | FM    | Patrice Babault              | 2400 |        | 3 | 2 | 5 | 4      | 10      |
| 9   | GM    | Boris Avrukh                 | 2601 |        | 1 | 5 | 2 | 3,5    | 8       |
| 10  | FM    | Yves Lamorelle               | 2209 |        | 1 | 2 | 0 | 2      | 3       |

### Échiquier Guingampais
| Nr. | Titre | Nom                       | Elo  | Nation | G | R | V | Points | Parties |
| --- | ----- | ------------------------- | ---- | ------ | - | - | - | ------ | ------- |
| 1   | GM    | Matthieu Cornette         | 2562 |        | 3 | 5 | 3 | 5,5    | 11      |
| 2   | GM    | Jean-Pierre Le Roux       | 2523 |        | 3 | 3 | 5 | 4,5    | 11      |
| 3   | IM    | Kevin Terrieux            | 2434 |        | 0 | 8 | 3 | 4      | 11      |
| 4   |       | Damien Le Goff            | 2271 |        | 1 | 0 | 6 | 1      | 7       |
| 5   | FM    | José-Claude de Sousa      | 2258 |        | 1 | 0 | 2 | 1      | 3       |
| 6   |       | Vincent Bodenez           | 2199 |        | 0 | 2 | 4 | 1      | 6       |
| 7   |       | Alain Luco                | 2089 |        | 0 | 0 | 3 | 0      | 3       |
| 8   |       | Aurelie Le Diouron        | 1981 |        | 1 | 3 | 7 | 2,5    | 11      |
| 9   | IM    | Dragos-Nicolae Dumitrache | 2445 |        | 3 | 2 | 3 | 4      | 8       |
| 10  |       | Nicolas Cartier           | 2085 |        | 0 | 0 | 3 | 0      | 3       |
| 11  | GM    | Aleksander Miśta          | 2569 |        | 0 | 4 | 1 | 2      | 5       |
| 12  | IM    | Daniel Hausrath           | 2515 |        | 1 | 2 | 2 | 2      | 5       |
| 13  | FM    | Pierre Bailet             | 2429 |        | 1 | 3 | 0 | 2,5    | 4       |

### Cercle d’Échecs de Strasbourg
| Nr. | Titre | Nom                 | Elo  | Nation | G | R | V | Points | Parties |
| --- | ----- | ------------------- | ---- | ------ | - | - | - | ------ | ------- |
| 1   | GM    | Anatoli Waisser     | 2533 |        | 0 | 8 | 3 | 4      | 11      |
| 2   | GM    | Eduardas Rozentalis | 2573 |        | 1 | 6 | 4 | 4      | 11      |
| 3   | GM    | Gábor Kállai        | 2460 |        | 1 | 4 | 3 | 3      | 8       |
| 4   | GM    | Tornike Sanikidze   | 2524 |        | 3 | 2 | 6 | 4      | 11      |
| 5   | IM    | Louis Roos          | 2359 |        | 1 | 2 | 5 | 2      | 8       |
| 6   | FM    | Emmanuel Reinhart   | 2357 |        | 2 | 2 | 6 | 3      | 10      |
| 7   | IM    | Jean-Luc Roos       | 2235 |        | 0 | 2 | 4 | 1      | 6       |
| 8   | WIM   | Malina Nicoara      | 2104 |        | 4 | 4 | 3 | 6      | 11      |
| 9   | IM    | Daniel Roos         | 2389 |        | 2 | 2 | 5 | 3      | 9       |
| 10  | IM    | Péter Varga         | 2411 |        | 0 | 1 | 2 | 0,5    | 3       |

### C.E. de Rueil-Malmaison
| Nr. | Titre | Nom                 | Elo  | Nation | G | R | V | Points | Parties |
| --- | ----- | ------------------- | ---- | ------ | - | - | - | ------ | ------- |
| 1   | GM    | Simon Williams      | 2520 |        | 4 | 4 | 3 | 6      | 11      |
| 2   | GM    | Olivier Renet       | 2497 |        | 0 | 5 | 6 | 2,5    | 11      |
| 3   | IM    | Gabriel Battaglini  | 2412 |        | 4 | 1 | 6 | 4,5    | 11      |
| 4   | FM    | Julien Song         | 2325 |        | 2 | 3 | 4 | 3,5    | 9       |
| 5   | FM    | Bastien Dubessay    | 2325 |        | 0 | 3 | 6 | 1,5    | 9       |
| 6   |       | Guillaume Lestrelin | 2132 |        | 0 | 0 | 3 | 0      | 3       |
| 7   |       | Antoine Manoevre    | 2215 |        | 1 | 4 | 4 | 3      | 9       |
| 8   | WFM   | Alexandra Wilson    | 2021 |        | 4 | 2 | 5 | 5      | 11      |
| 9   |       | Marc Kirszenberg    | 2176 |        | 0 | 0 | 2 | 0      | 2       |
| 10  | FM    | Christopher Debray  | 2376 |        | 0 | 0 | 5 | 0      | 5       |
| 11  |       | Franck Gouanelle    | 2157 |        | 0 | 0 | 2 | 0      | 2       |
| 12  | IM    | Zsiwko Bratanow     | 2465 |        | 0 | 2 | 3 | 1      | 5       |

## Compétition

### Classement
| Club                                   | Classement | Prec. | L1 dep. | Nb sais. | Pts. | j. | d.  | p. | c. |
| -------------------------------------- | ---------- | ----- | ------- | -------- | ---- | -- | --- | -- | -- |
| Marseille Échecs                       | 1er        | 3e    | 2007    | 4        | 31   | 11 | 25  | 35 | 10 |
| Clichy Échecs 92                       | 2e         | 5e    | ?       |          | 31   | 11 | 33  | 40 | 7  |
| Évry Grand Roque                       | 3e         | 2e    | 2004    | 7        | 30   | 11 | 28  | 36 | 8  |
| Mulhouse Philidor                      | 4e         | 6e    | 1997    |          | 27   | 11 | 14  | 31 | 17 |
| Metz Fischer                           | 5e         | 4e    | 2007    |          | 22   | 11 | 8   | 27 | 19 |
| Échiquier châlonnais                   | 6e         | 1er   | 2009    |          | 21   | 11 | 7   | 26 | 19 |
| A.J.E. Noyon R                         | 7e         | 8e    | 2008    |          | 20   | 11 | -14 | 20 | 34 |
| Vandœuvre-Echecs                       | 8e         | 7e    | 2007    | 8        | 20   | 11 | -8  | 19 | 27 |
| Lutèce Echecs P                        | 9e         |       | 2011    |          | 18   | 11 | -4  | 23 | 27 |
| Echiquier Guingampais Rp               | 10e        | 11e   | 2010    |          | 17   | 11 | -28 | 14 | 42 |
| Cercle d'échecs de Strasbourg R        | 11e        | 10e   | 2006    |          | 14   | 11 | -27 | 14 | 41 |
| Cercle d'échecs de Rueil Malmaison P R | 12e        |       | 2011    |          | 13   | 11 | -34 | 15 | 49 |

## Remarques
- Le match entre Noyon et Marseille s'est terminé 3-1 pour Marseille, mais a été marqué 2-0 pour Marseille.
- Le match entre Noyon et Metz s'est terminé 5-1 pour Metz mais a été marqué 5-0 pour Metz
- Les victoires sans participation sont prises en compte dans les bilans individuels, les défaites sans participation ne sont pas prises en compte.
- Dans le match entre Noyon et Châlons-en-Champagne, la partie entre Alice Tissot et Anne Muller a été déclarée gagnée pour Châlons-en-Champagne. Le résultat réel (tirage) est pris en compte pour les bilans individuels[2]